# پپرل (حوزه سرشماری)، ماساچوست
پپرل (به انگلیسی: Pepperell) یک منطقهٔ مسکونی در ایالات متحده آمریکا است که در شهرستان میدلسکس، ماساچوست واقع شده‌است. پپرل ۵٫۳ کیلومتر مربع مساحت و ۲٬۵۰۴ نفر جمعیت دارد و ۷۳ متر بالاتر از سطح دریا واقع شده‌است.